# NGC 6502
NGC 6502 este o galaxie situată în constelația Păunul. A fost descoperită în 20 iulie 1835 de către John Herschel. Se află la o distanță de 64,57 de megaparseci de Pământ.